# La Angostura, Chihuahua
La Angostura är en ort i Mexiko.   Den ligger i kommunen Galeana och delstaten Chihuahua, i den nordvästra delen av landet, 1 500 km nordväst om huvudstaden Mexico City. La Angostura ligger 1 457 meter över havet och antalet invånare är 409.
Terrängen runt La Angostura är platt. Runt La Angostura är det mycket glesbefolkat, med 2 invånare per kvadratkilometer. Närmaste större samhälle är Hermenegildo Galeana, 8,1 km norr om La Angostura. Omgivningarna runt La Angostura är i huvudsak ett öppet busklandskap.